# Chủ nghĩa xã hội dân chủ
Chủ nghĩa xã hội dân chủ (tiếng Anh: Democratic socialism, tiếng Trung Quốc: 民主社会主义 / Dân chủ xã hội chủ nghĩa) là một luận thuyết chính trị - kinh tế thiên tả, xuất hiện vào giai đoạn cuối thế kỷ XIX, có nguồn gốc từ trào lưu xã hội chủ nghĩa.
Chủ nghĩa xã hội dân chủ là một triết lý chính trị ủng hộ nền chính trị dân chủ cùng với quyền sở hữu xã hội đối với các phương tiện sản xuất trong đó nhấn mạnh sự tự quản lý của người lao động và quản lý dân chủ của các tổ chức kinh tế trong một nền kinh tế thị trường hoặc nền kinh tế kế hoạch tập trung. Những người theo chủ nghĩa xã hội dân chủ cho rằng chủ nghĩa tư bản không phù hợp với những giá trị dân chủ tự do, bình đẳng và đoàn kết; họ cho rằng những lý tưởng này chỉ có thể đạt được thông qua chủ nghĩa xã hội. Chủ nghĩa xã hội dân chủ có thể ủng hộ một trong hai đường lối cải cách để thiết lập chủ nghĩa xã hội nên phải lưu ý rằng Democratic trong Democratic Socialism ám chỉ đến việc biến đổi chủ nghĩa tư bản sang chủ nghĩa xã hội bằng cách cải cách xã hội từng bước bằng các phương thức có sẵn thay vì xóa bỏ hoàn toàn chủ nghĩa tư bản. Đây là một dạng của chủ nghĩa cải tổ chứ không phải chủ trương thực hiện cách mạng.
Không nên nhầm lẫn chủ nghĩa xã hội dân chủ với một trường phái tả khuynh khác là Dân chủ xã hội (Social Democracy). Mục tiêu của những người theo chủ nghĩa xã hội dân chủ là chuyển đổi hoàn toàn hệ thống kinh tế từ chủ nghĩa tư bản sang chủ nghĩa xã hội. Trong khi đó, mục tiêu của những người dân chủ xã hội là cải cách chủ nghĩa tư bản nhằm xoá bỏ sự bất công trong xã hội dựa trên sự can thiệp có chừng mực của nhà nước vào nền kinh tế, nhưng vẫn duy trì quyền tư bản chứ không có ý định xây dựng chế độ xã hội chủ nghĩa. Nhìn chung thì cả 2 đều không tán thành chủ nghĩa cộng sản. Các chính sách thường được ủng hộ bởi cả những người chủ nghĩa xã hội dân chủ và dân chủ xã hội bao gồm một số quy định về kinh tế, các chương trình bảo hiểm xã hội, các chương trình phúc lợi công cộng và mở rộng dần quyền sở hữu công cộng đối với các ngành kinh tế quan trọng. Do sự tương đồng này, một số nhà phân tích chính trị đã sử dụng 2 khái niệm này để thay cho nhau.
Thuật ngữ "chủ nghĩa xã hội dân chủ" đôi khi cũng được sử dụng đồng nghĩa với "chủ nghĩa xã hội", nhưng tính từ "dân chủ" đôi khi được sử dụng để phân biệt chủ nghĩa xã hội dân chủ với chủ nghĩa xã hội lấy cảm hứng từ chủ nghĩa Marx - Lenin (cộng sản), vốn được phương Tây coi là phi dân chủ trong thực tế. Những người theo chủ nghĩa xã hội dân chủ chỉ trích hệ thống chính trị của chủ nghĩa Stalin và mô hình kinh tế bao cấp của Liên Xô, thay vào đó họ ủng hộ chủ nghĩa xã hội phi tập trung, theo đó quy trình lập kế hoạch kinh tế (tích hợp tất cả các đơn vị sản xuất vào một kế hoạch chung) sẽ tuân theo nguyên tắc tự quản lý của người lao động.
Một số nhân vật đáng chú ý theo chủ nghĩa xã hội dân chủ là Hugo Chávez, Alexander Dubček, Mikhail Gorbachev, Nelson Mandela, Jawaharlal Nehru, Daniel Ortega, Olof Palme, Bernie Sanders, Mohandas Karamchand Gandhi, Martin Luther King, Albert Einstein, George Orwell.

## Chủ nghĩa xã hội dân chủ trên thế giới

### Thụy Điển
Tại Bắc Âu, phong trào dân chủ xã hội phát triển mạnh. Ví dụ như Đảng Dân chủ xã hội Thụy Điển đã có nhiều lần cầm quyền kể từ sau Thế chiến 2, vẫn sử dụng một số nội dung trong học thuyết Marx làm tư tưởng chỉ đạo chính của mình. Các tài liệu tuyên truyền do họ phát đi vẫn ghi rõ: cơ sở lý luận của Dân chủ xã hội là đa nguyên, song chủ yếu là chủ nghĩa Marx; cơ sở giai cấp rộng rãi, nhưng chủ yếu là giai cấp công nhân.
Tuy vậy bước sang thế kỷ 21, Đảng Dân chủ xã hội Thụy Điển đã không còn duy trì được vị thế áp đảo của mình trong nền chính trị Thụy Điển như trước. Trong cả hai cuộc bầu cử năm 2006 và 2010, đảng này đã không thể đánh bại được liên minh các đảng phái cánh hữu. Năm 2014, mặc dù là đảng giành số phiếu bầu cao nhất, nhưng Đảng này chỉ có thể lập được một chính phủ thiểu số với Đảng Xanh. Năm 2018, số phiếu bầu cho Đảng Dân chủ Xã hội Thụy Điển vẫn cao nhất, nhưng về tỷ lệ thì bị tụt xuống mức thấp nhất kể từ năm 1908, chỉ có 28,3%. Mặc dù theo cương lĩnh, mục tiêu của Đảng Dân chủ Xã hội Thụy Điển là chủ nghĩa xã hội dân chủ, nhưng trên thực tế ngày nay Đảng này được xem là một đảng có khuynh hướng Dân chủ xã hội nhiều hơn. Một đảng phái lớn khác ở Thụy Điển thực sự có mục tiêu thiết lập nên một nhà nước xã hội chủ nghĩa là Đảng Cánh tả. Do có chính sách tương đồng nên Đảng này có quan hệ liên minh với Đảng Dân chủ xã hội Thụy Điển, trở thành liên minh Cánh tả. Năm 2018, Đảng Cánh tả giành được 8% số phiếu, chiếm 28 ghế ở quốc hội, liên minh cùng với Đảng Dân chủ xã hội Thụy Điển và Đảng Xanh thành lập chính phủ. Trong những cuộc bầu cử gần đây ở Thụy Điển, một đảng cánh hữu là Đảng Dân chủ Thụy Điển đang nhận được sự ủng hộ ngày càng lớn và được dự báo là sẽ sớm vươn lên nắm lấy thế thống trị trong tương lai gần, trong khi các đảng cánh tả thì ngày càng mất đi sự ủng hộ của người dân.

## Đại biểu nổi tiếng
| - Edward Asner - Tony Benn - Rómulo Betancourt - Aneurin Bevan - Zulfikar Ali Bhutto - Leonel Brizola - Karl Kautsky | - Rafael Correa - Hugo Chávez - John Dewey - Tommy Douglas - Barbara Ehrenreich - Albert Einstein - Erich Fromm | - Thom Hartmann - Chris Hedges - Jean Jaurès - Mary Harris Jones - Helen Keller - Naomi Klein - Ken Livingstone - Michael Manley | - Jan Marijnissen - François Mitterrand - Evo Morales - José Mujica - Jawaharlal Nehru - George Orwell - Olof Palme - Emile Roemer | - Bertrand Russell - Giuseppe Saragat - Norman Thomas - Ronald van Raak - Cornel West - Howard Zinn |

## Các tổ chức chính trị tiêu biểu
| - Nam Phi: Đại hội Dân tộc Phi - Úc: Đảng Lao động Úc - Canada: Bloc Québécois - Anh: Đảng Lao động Anh - Hàn Quốc: Đảng Lao động Dân chủ - Nhật Bản: Đảng Xã hội Dân chủ Nhật Bản - New Zealand: Đảng Lao động New Zealand - Moldova: Đảng Cộng sản Moldova - Ireland: Đảng Xã hội Ireland | - Brasil: Đảng Công nhân Brasil - Afghanistan: Đảng Dân chủ Xã hội Afghanistan - Argentina: Đảng Xã hội Argentina - Áo: Đảng Dân chủ Xã hội Áo - Pháp: Đảng Xã hội - Đức: Đảng Dân chủ Xã hội Đức (Trong quá khứ) - Ấn Độ: Đại hội Nhân dân Ấn Độ - Indonesia: Đảng Dân chủ Indonesia - Việt Nam: Đảng Dân chủ Việt Nam | - Triều Tiên: Đảng Dân chủ Xã hội Triều Tiên - Philippines: Đảng Dân chủ Xã hội Philippines - Trung Quốc: Trung Quốc Dân chủ Xã hội Đảng - Scotland: Đảng Xã hội Scotland - Hà Lan: Đảng Xã hội Hà Lan - Tây Ban Nha: Liên minh Cánh tả - Nicaragua: Mặt trận Dân tộc Giải phóng Sandino - Angola: Đảng Lao động - Cuba: Đảng Cách mạng Xã hội Dân chủ Cuba - Mỹ: Đảng Xã Hội Dân Chủ Mỹ |